# Operación Gomorra
Operación Gomorra (en inglés: Operation Gomorrah) es el nombre en clave de una serie de bombardeos sobre la ciudad alemana de Hamburgo llevada a cabo a partir de finales de julio de 1943, durante la Segunda Guerra Mundial, por la Real Fuerza Aérea británica y las Fuerzas Aéreas del Ejército de los Estados Unidos. En su momento fue la mayor campaña de bombardeos de la historia de la guerra aérea. Los ataques se realizaron por orden del mariscal de la RAF sir Arthur Harris, comandante en jefe de la división de bombarderos de la aviación británica (RAF Bomber Command). Los bombardeos provocaron al menos 42 600 civiles muertos y más de 37 000 heridos en Hamburgo y la destrucción de la mayor parte de la ciudad.
Tomó su nombre del Antiguo Testamento, donde según el libro religioso Gomorra y Sodoma son dos ciudades habitadas por pecadores y delincuentes que Dios aniquila con una lluvia de fuego y azufre de la que solo se salvan Lot (sobrino de Abraham) y sus dos hijas.

## Antecedentes
Los ataques aéreos fueron precedidos por un acuerdo entre las fuerzas aliadas y Stalin. Stalin había insistido en abrir la guerra a un segundo frente, al oeste de Alemania. Por su parte, las potencias occidentales no querían todavía iniciar dicho ataque con tropas de tierra; a cambio, se comprometieron a bombardear ciudades alemanas. Finalmente, ese segundo frente no se abrió hasta el 6 de junio de 1944, con la Operación Overlord.
El inicio de la operación quedó marcado por el uso pionero de contramedidas anti-radar, llamadas en su momento por los británicos window (ventana) y en la actualidad más conocidas como chaff. Consistían en arrojar desde los aviones una gran cantidad de tiras de papel metalizado (es decir, objetos con una "sección radar" (σ) elevada); cada una de ellas provocaba un falso eco y el radar quedaba inutilizado.

## El bombardeo
En el marco de la Operación Gomorra, tuvieron lugar cinco ataques nocturnos por parte de la Royal Air Force y dos ataques diurnos por parte de las USAAF.
Los ataques comenzaron durante la noche del 24 al 25 de julio de 1943 con el bombardeo de Hamburgo por 791 bombarderos británicos. El objetivo fijado fue la iglesia de S. Nicolás (St.-Nikolai-Kirche), en el centro de la ciudad. No obstante, bastantes bombas impactaron más o menos lejos del objetivo fijado, de modo que la zona dañada fue considerablemente mayor. Por el centro, así como por los barrios de Hoheluft, Eimsbüttel y Altona se propagaron incendios con gran rapidez. Algunas zonas de la periferia noroccidental fueron también alcanzadas por las bombas. «El número de muertos fue cifrado por los responsables de la defensa antiaérea en cerca de 20000 [...] No se han realizado estimaciones más precisas de las cifras de este primer gran ataque».
La tarde del 25 de julio, 40 aviones estadounidenses atacaron objetivos en el puerto de Hamburgo. Consiguieron hundir varios barcos. Además, las bombas afectaron algunas empresas de tratamiento de aceites minerales situadas en la zona. El 26 de julio, al mediodía, 71 aparatos de las USAAF volvieron a atacar el puerto. Esta vez alcanzaron la central eléctrica de Neuhof. En el transcurso de estos dos ataques diurnos, unos 150 civiles murieron.
El cuarto ataque de la Operación Gomorra consistió en una operación de hostigamiento por parte de 6 Mosquitos británicos durante la noche del 26 al 27 de julio, que se saldó con escasos daños materiales.
El segundo ataque de importancia de la RAF fue el que tuvo lugar la noche del 27 de julio de 1943, en el que tomaron parte 739 bombarderos. El bombardeo se centró en los barrios situados al este del centro de la ciudad. Los incendios producidos por el ataque unidos a las extrañas condiciones meteorológicas que había esa noche en la ciudad hanseática tuvieron como resultado una tormenta ígnea. Los vientos huracanados que surgieron a ras de suelo ayudaron a avivar el fuego. Los barrios de Rothensburgsort, Hammerbrook y Borgfelde quedaron destruidos en su práctica totalidad. También hubo daños muy graves en Hamm, Eilbek, Hohenfelde, Barmbek y Wandsbek. Unos 30 000 civiles perdieron la vida en este ataque. 
El tercer gran ataque británico fue el de la noche del 29 al 30 de julio de 1943, en el que participaron 726 aparatos. El objetivo fueron los barrios de Barmbek, Uhlenhorst y Winterhude. A pesar de la magnitud de los incendios resultantes, no se produjo una tormenta de fuego, si bien Barmbek era una zona tan densamente poblada y urbanizada como Hammerbrook. El número de víctimas es incierto, pero una fuente lo cuantifica en cerca de 1000 muertos.
Para el séptimo y último ataque de la Operación Gomorra (noche del 2 al 3 de agosto), la RAF desplegó 740 bombarderos, que sobrevolaron Hamburgo en medio de una violenta tormenta. Las condiciones climáticas hicieron que el ataque fuera prácticamente indiscriminado. Se produjeron varios grandes incendios (como el de la ópera de Hamburgo), aunque ninguno de ellos fue de rápida propagación.

### Técnicas empleadas
Durante los bombardeos se emplearon tanto bombas explosivas como incendiarias. Las primeras destrozaban los tejados de los edificios, de modo que el fósforo de las segundas cayera directamente en el interior de las viviendas y en los huecos de las escaleras. Estos, casi en su totalidad de madera, propagaban el fuego hacia el interior de las plantas subterráneas, de modo que las casas ardían completamente hasta los cimientos.
Cada ataque se centraba siempre en un determinado sector de la ciudad. El punto de referencia principal era la torre de 147,3 m de la St.-Nikolai-Kirche, cuyas ruinas no han sido reconstruidas y sirven hoy en día de monumento y recordatorio de la Operación Gomorra.
Los búnkeres construidos para la protección de la población solo podían ofrecer en esta fase final de la guerra una protección limitada; a lo largo de la misma, las bombas se iban haciendo cada vez más grandes, de modo que los búnkeres apenas podían ya resistirlas. La falta de oxígeno provocada por los incendios provocó también la muerte por asfixia de muchas personas encerradas en ellos.

### Consecuencias y número de víctimas
La cantidad de víctimas de la Operación Gomorra aún no ha podido ser determinada con exactitud. Hasta el 30 de noviembre de 1943 se recuperaron 31 647 cadáveres, de los cuales 15 802 pudieron ser identificados. Los responsables de la defensa antiaérea de la ciudad cifraron entonces el número de fallecidos en 35 000. Historiadores modernos cuantifican el número de víctimas de la operación en 34 000 muertos y 150 000 heridos.
Los distintos búnkeres demostraron ser insuficientes. Por ello se emprendió la evacuación en aquellos barrios en los que aún se estaba a tiempo, por ejemplo, Barmbek. Todos aquellos habitantes que no fueran necesarios en la producción de suministros tenían que abandonar la ciudad. Los niños fueron en su mayoría desplazados a zonas rurales (Kinderlandverschickung) para ponerlos a salvo. Tras los ataques, cerca de 900 000 hamburgueses tuvieron que irse de su ciudad siendo realojados, entre otras zonas, en Alemania Oriental, Baviera y la actual Polonia.

## Repercusiones a día de hoy - urbanismo y memoria

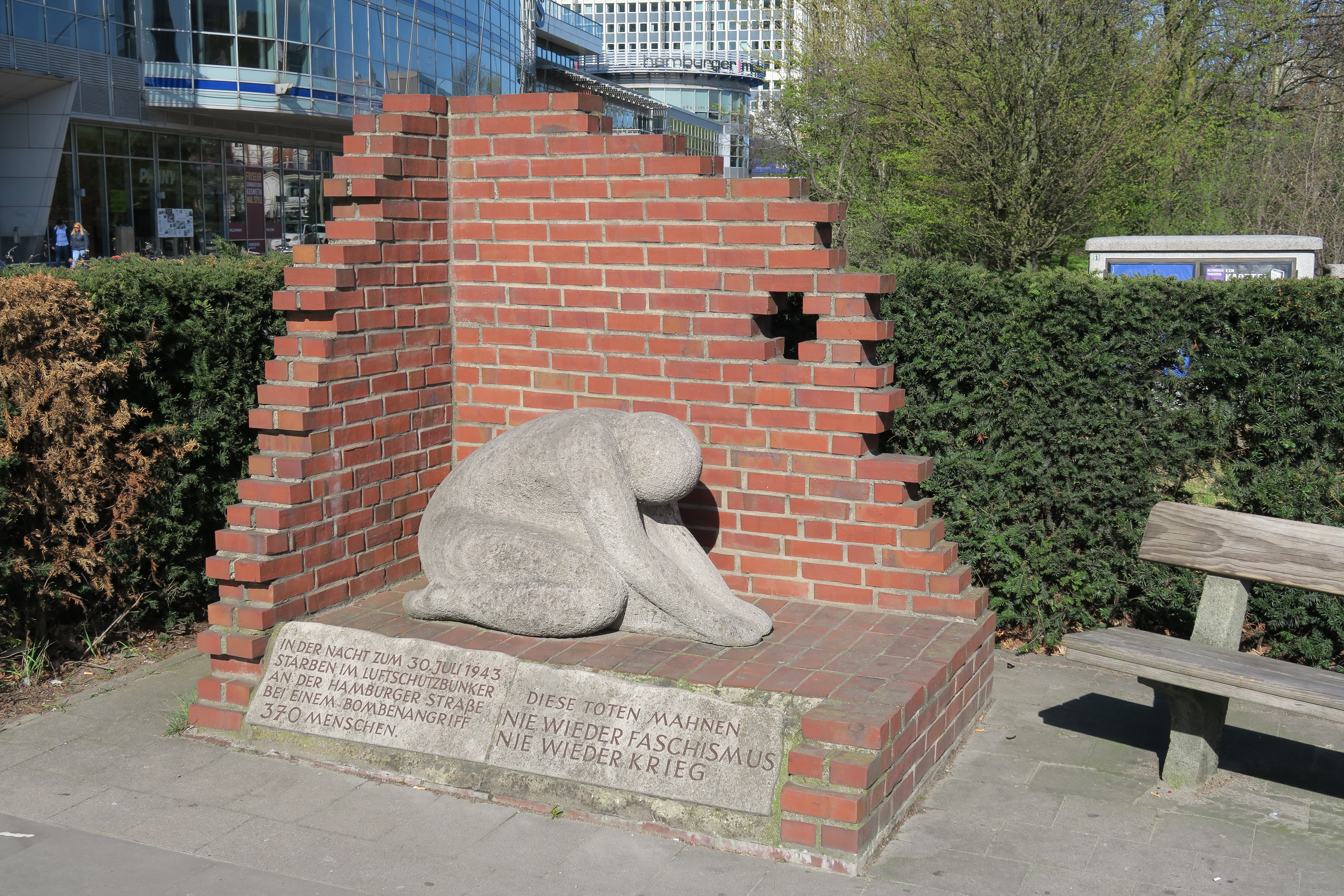
Monumento en la calle Hamburger Straße

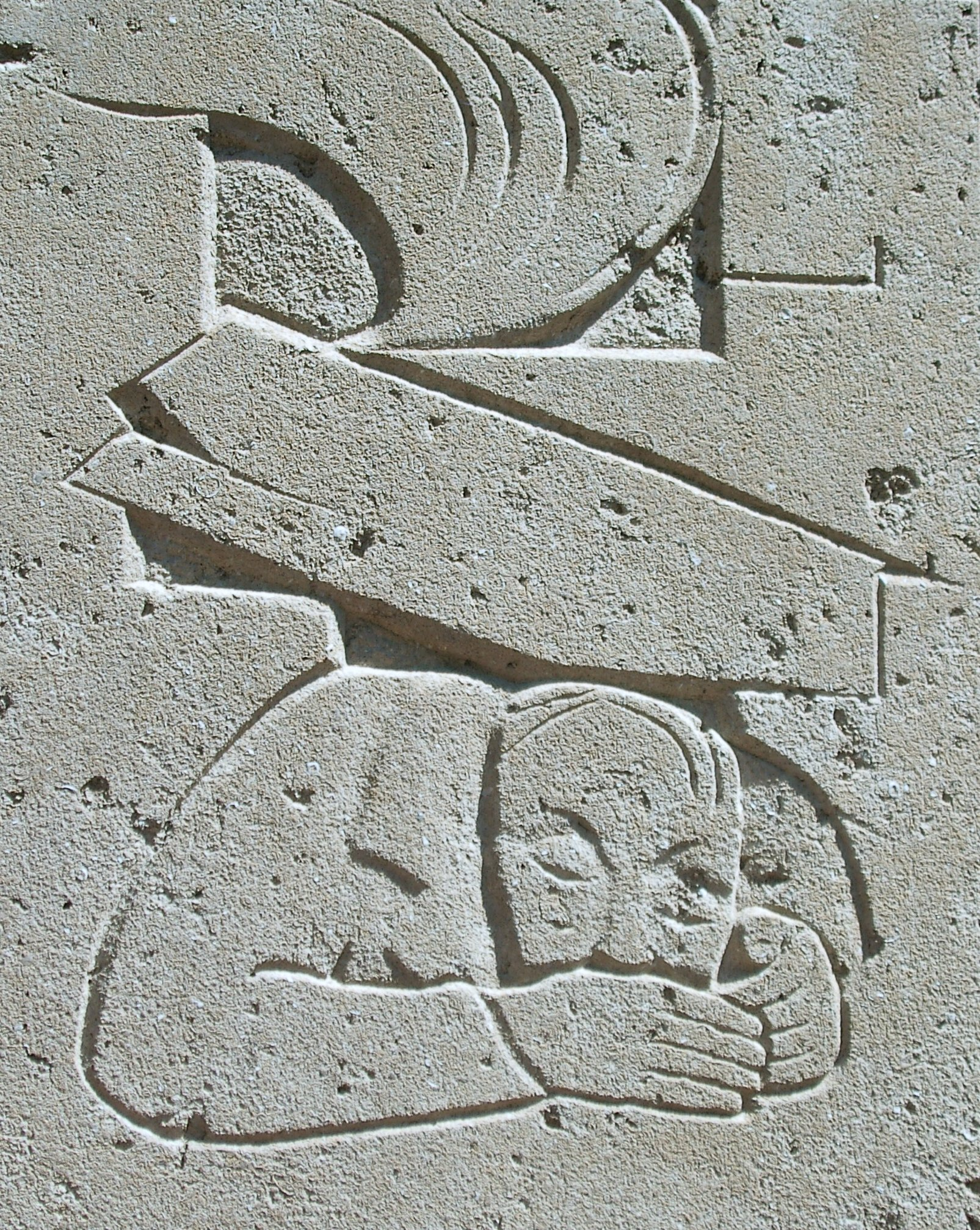
Monumento en el barrio de Dulsberg.

Para los ciudadanos de Hamburgo, la Operación Gomorra constituye el momento más crucial de la historia de la ciudad. Los afectados han comentado los efectos de los bombardeos y contado sus experiencias personales en multitud de medios de comunicación. Las consecuencias de la Operación Gomorra siguen siendo visibles hoy día, por ejemplo, el barrio de Hammerbrook, antiguamente poblado por trabajadores del puerto, resultó totalmente destruido y ya no existe en él prácticamente ningún edificio de viviendas ni ninguna construcción antigua. En lugar de eso, hay ahora edificios de empresas, bloques de oficinas y comercios de automóviles.
La tormenta de fuego destruyó completamente muchas partes de la ciudad. Antiguos barrios del centro de la ciudad (como la Altstadt de Altona) ya no existen, y lo mismo ocurre con diversos monumentos. Iglesias que antes estaban integradas en calles repletas de edificios antiguos, como la St.-Nikolai-Kirche, la St.-Michaelis-Kirche o la St.-Trinitatis-Kirche, están actualmente aisladas y por motivos económicos no han sido restauradas más que parcialmente. Plazas como la del mercado de Eimsbüttel (Eimsbütteler Marktplatz) no son hoy más que nombres en placas conmemorativas y en carteles de calles. Anchas calles que soportan gran tráfico como la Ludwig-Ehrhard-Straße o la Holstenstraße eran antiguamente apretadas zonas de viviendas. El parque Öjendorfer, un paisaje de colinas en el barrio oriental de Billstedt se alza sobre escombros de la guerra que fueron trasladados allí. Los últimos restos de la Operación Gomorra fueron retirados a finales de los años 1960. Pequeños canales, incluyendo algunos que unían el Elba y el Alster fueron tapados con escombros y se ha construido encima, sobre todo en la parte del centro. Los edificios nuevos se construyeron en la posguerra de modo que se pudiera evitar la propagación de incendios.
Para la Hamburgo de la posguerra la Operación Gomorra no es importante solo desde el punto de vista arquitectónico. La tormenta de fuego de 1943 ha quedado grabada en la memoria colectiva. Hasta hoy, durante los aniversarios del ataque, se hacen ofrendas florales, se celebran ceremonias y exposiciones en museos y se inauguran monumentos conmemorativos. Un viandante que camine por las zonas afectadas de la ciudad (Barmbek, Dulsberg, Eilbek, Rothenburgsort, Wandsbek, Altona, Eimsbütte) encontrará innumerables edificios de posguerra con inscripciones con el escudo de la ciudad y la leyenda “Destruido 1943-19XX reconstruido”. Estas placas están subvencionadas por las autoridades urbanísticas de la ciudad.
Delante de un centro comercial en la calle ‘’Hamburger Straße’’ hay un monumento en recuerdo de 370 víctimas que el 30 de julio de 1943 se refugiaron en un comercio cercano y murieron por envenenamiento por monóxido de carbono. El monumento fue inaugurado el 8 de mayo de 1985 y se encuentra en mitad de una isleta en un cruce. Aunque ahora está atravesado por una calle de 7 carriles, antes eran dos calles de unos 15 metros de ancho. Las últimas ruinas en lo que ahora es la mediana fueron demolidas en los años 1960.
En el cementerio de Ohlsdorf se encuentra la tumba colectiva de las víctimas del bombardeo con un monumento de Gerhard Marcks inaugurado el 16 de agosto de 1952. Allí es donde se depositan anualmente coronas de flores.